# Codex Sangallensis 911
| Aufbewahrungsort | Stiftsbibliothek St. Gallen          |
| Entstehungsort   | unbekannt                            |
| Entstehungszeit  | Ende 8. Jahrhundert                  |
| Beschreibstoff   | Pergament                            |
| Umfang           | 323 Seiten                           |
| Format           | ca. 17 × 10,5 cm                     |
| Sprache          | Althochdeutsch, Latein               |
| Zeilenzahl       | 14–21                                |
| Schrift          | mehrere Hände, alemannische Minuskel |

Der Codex Sangallensis 911 ist eine Sammelhandschrift mit einer Abrogansschrift, dem St. Galler Paternoster und dem Credo, die zusammen zu den ältesten althochdeutschen Quellen zählen und Ende des 8. Jahrhunderts entstanden sind.

## Allgemeine Angaben
Die Abrogans-Handschrift wird heute in der Stiftsbibliothek St. Gallen aufbewahrt. Dabei handelt es sich um ein Wörterbuch lateinischer Sprache mit althochdeutschen Übersetzungen, welches nach dem Verfassen durch ein Paternoster (Vaterunser) und ein Credo (Glaubensbekenntnis) in althochdeutscher Sprache ergänzt wurde.
Die Sammelhandschrift trägt die Bezeichnung Abrogans-Handschrift, aufgrund des ersten Wortes des ersten Teils der Handschrift (das Wörterbuch): abrogans = dheomodi (bescheiden, demütig).
Alle drei Texte sind auf teilweise schlechtem und löchrigem Pergament in alemannischer Minuskel durch mehrere Schreiber niedergeschrieben worden. Die Verwendung von minderwertigem Pergament weist darauf hin, dass die Handschrift nicht für die Klosterbibliothek, sondern für privaten Gebrauch gedacht war. Sie ist vermutlich schon in der ersten Hälfte des 9. Jahrhunderts in ihrer heutigen Zusammenstellung aus der Umgebung des Elsass nach St. Gallen gelangt.

## Inhalt

### Abrogans

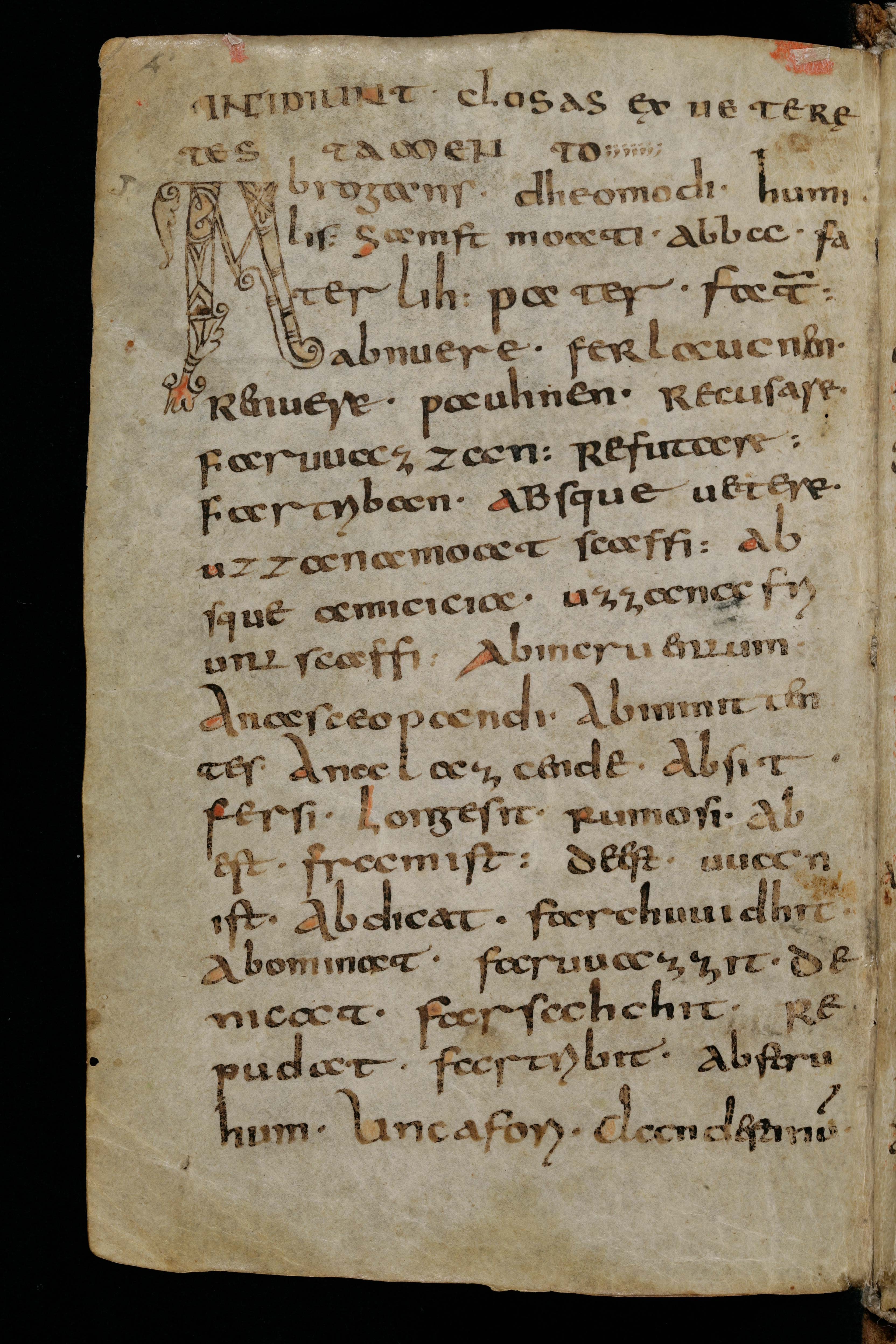
Erste Seite des Abrogans (Codex Sangallensis 911)

Das Wörterbuch beinhaltet 3239 althochdeutsche und 3670 lateinische Wörter, wobei die deutschen Übersetzungen fehlerhaft sind. Damit dient das Glossar als Quelle für die Kenntnis der ältesten deutschen Sprache, da es auch 700 Wörter enthält, die sonst in keinem anderen althochdeutschen Text mehr vorhanden sind. Nicht weniger als zwanzig Hände haben den Abrogans auf minderwertigerem Pergament niedergeschrieben. Dies deutet darauf hin, dass die Handschrift eher für den internen Gebrauch gedacht war und wohl der rhetorischen Stilübung diente. Bis auf wenige Initialen, wie am Anfang des Textes, ist die Handschrift recht schmucklos gehalten, was wiederum auf die Annahme hinweist, dass das Schriftstück nicht für die Öffentlichkeit bestimmt war.
Wahrscheinlich im altbairischen Bistum Freising, unter Bischof Arbeo, wurde das Wörterbuch in der zweiten Hälfte des 8. Jahrhunderts schließlich ins Deutsche 'übersetzt'. Dabei wurden sowohl die lateinischen Stichwörter wie auch dessen lateinische Wiedergaben mit althochdeutschen Entsprechungen glossiert. Die deutschen Übersetzungen erscheinen nicht wie sonst üblich interlinear, sondern neben den Begriffen.
Aus der Entstehungszeit des Glossars im 8. Jahrhundert ist kein Exemplar bewahrt geblieben. Drei jüngere Handschriften des „Abrogans Deutsch“ gibt es in Paris (Bibliothèque nationale de France, Ms. lat. 7640, Bl. 124r–132v), Prag (Nationalbibliothek der Tschechischen Republik, Cod. XXIII.E.54, Bl. 22r–47v) und Karlsruhe (Badische Landesbibliothek, Cod. Aug. perg. 111, Bl. 76r–90r). Im Bezug zu der Handschrift aus St. Gallen beschäftigt sich die Forschung zum einen mit der Frage, ob an den althochdeutschen Übersetzungen einer oder mehrere Gelehrte arbeiteten und, falls es mehrere Übersetzer waren, ob sie aus dem gleichen Sprachraum stammten. Zum anderen ist es fraglich, ob die Wörter in ihrer grammatikalischen Grundform im Glossar stehen oder die Ausdrücke bei dem Verfassen der Handschrift  nicht eher aus vorliegenden Texten übernommen wurden, was dann bedeutet, dass das Wörterbuch zur expliziten Texterklärung diente. Damit verbunden ist auch die Frage, ob es sich beim St. Galler Abrogans um ein „sekundäres Bibelglossar“ handelt, welches Glossargruppen aus vorliegenden Glossaren übernahm.

### Paternoster
(zeilengetreue Wiedergabe)
| althochdeutsch             | lateinisch                   | neuhochdeutsch                      |
| -------------------------- | ---------------------------- | ----------------------------------- |
| Fater unseer thu           | Pater noster, qui            | Vater unser, der du                 |
| pist in himile uuihi       | es in caelis: sanctificetur  | bist im Himmel, geheiligt           |
| namun dinan.               | nomen tuum.                  | werde dein Name;                    |
| qhueme rihhi               | Adveniat regnum              | zu uns komme dein Reich;            |
| din uuerde uuillo diin     | tuum. Fiat voluntas tua,     | Dein Wille geschehe,                |
| so in himile sosa in erdu. | sicut in caelo, et in terra. | wie im Himmel, also auch auf Erden! |
| prooth unseer emez-        | Panem nostrum cotidianum     | Unser tägliches Brot                |
| zihic kip uns hiutu oblaz  | da nobis hodie. Et dimitte   | gib uns heute; und vergib           |
| uns sculdi unseero         | nobis debita nostra,         | uns unsere Schuld,                  |
| so uuir obla-              | sicut et nos dimittimus      | wie auch wir                        |
| zem uns scul-              | debitoribus nostris.         | vergeben unsern Schuldigern;        |
| dikem enti ni              | Et ne                        | und                                 |
| unsih firleiti in kho-     | nos inducas in tentationem,  | führe uns nicht in Versuchung,      |
| runka uzzer losi un-       | sed libera                   | sondern erlöse uns                  |
| sih fona ubile.            | nos a malo.                  | von dem Übel.                       |

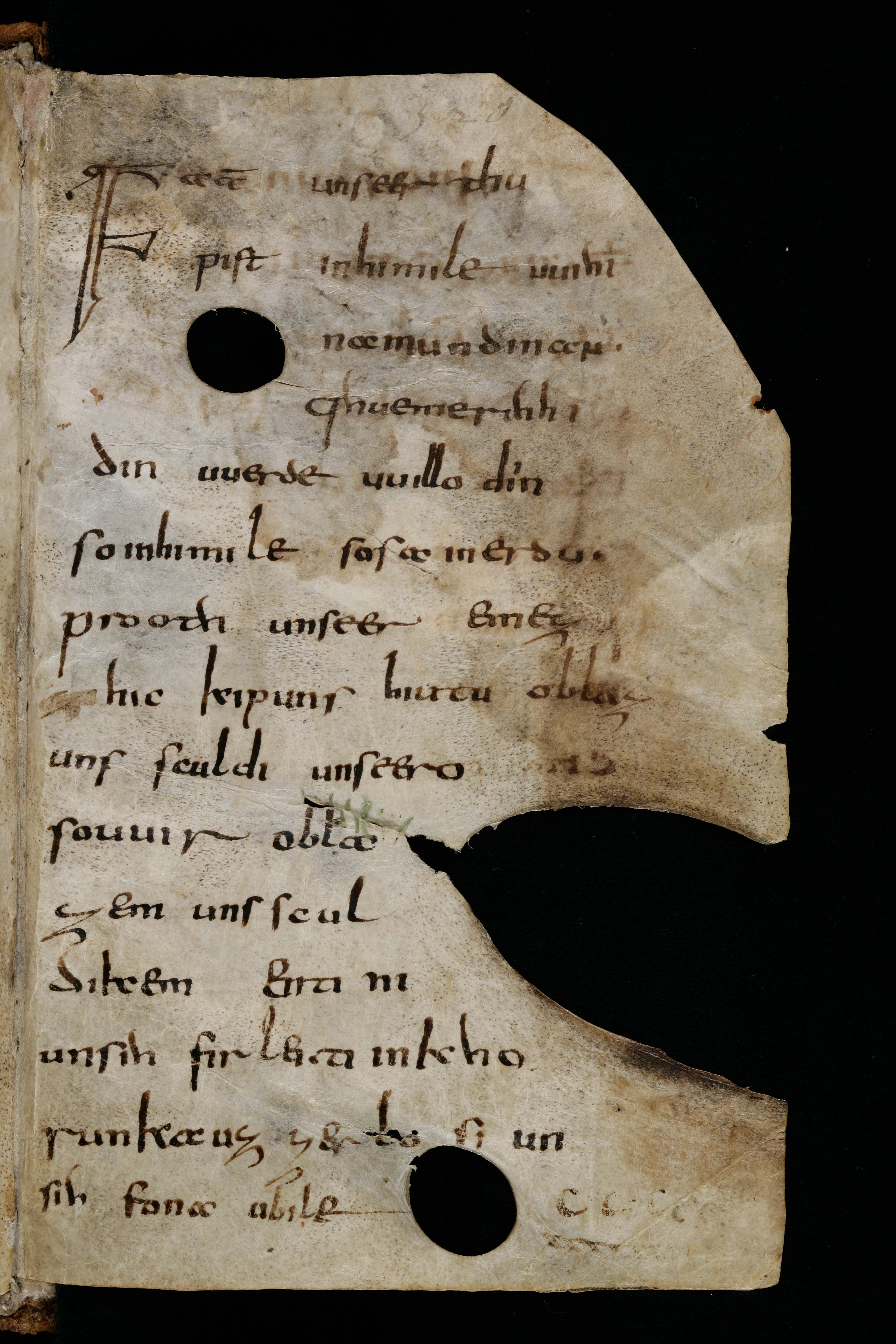
Pater noster (Codex Sangallensis 911)

Trotz der Jahrhunderte, die zwischen der Entwicklung des Althochdeutschen zum heutigen Neuhochdeutschen liegen, ist das althochdeutsche Paternoster, auch aufgrund der Bekanntheit des Vaterunsers in der Kirche, einfach zu verstehen. Die wenigen Veränderungen zeigen sich bei dem Wort ‚khorunka‘ (= Versuchung, Zeilen 13f.), welches verschwunden ist und ‚emezzihic‘ (Zeilen 7f.) mit seiner Bedeutungsänderung vom früheren ‚täglich‘ auf das heute gebräuchliche ‚fleissig‘. Es sind auch einige Worte mit vollen Endsilbenvokalen vorhanden, die im Laufe der folgenden Jahrhunderte sich im Mittelhochdeutschen abschwächten (rihhi, erdu) und einige Begriffe, die von der Lautverschiebung des Südalemannischen geprägt sind.
Ob sich die Übersetzung auf eine Vorlage bezieht, ist unklar. Eine Datierung noch weiter zurückliegend als das 8. Jahrhundert wird von der Forschung aufgrund des Sprachstandes und der Überlieferung nicht angenommen.
Oft wird die Übersetzung in der Forschung als misslungen angesehen, was sich an einigen Punkten festhalten lässt. Zum Beispiel wird 'uuihi namun dinan' (Zeilen 2f.) (= geheiligt werde dein Name) hier aus dem lateinischen Passiv, wie auch im heutigen deutschen Vaterunser, nicht passiv, sondern aktiv übersetzt. Die Frage, ob es sich hierbei wirklich um einen Übersetzungsfehler oder um einen tieferen theologischen Gedanken, da nur Gott, der Allmächtige, seinen Namen heiligen kann, kommt auf.

### Credo
(zeilengetreue Wiedergabe)
| althochdeutsch                 | lateinisch                         | neuhochdeutsch                                  |
| ------------------------------ | ---------------------------------- | ----------------------------------------------- |
| kilaubu                        | Credo                              | Ich glaube                                      |
| in kot fat(er) almah-          | in Deum, Patrem omnipotentem,      | an Gott, den Vater, den Allmächtigen,           |
| ticum ki-                      | Creatorem                          | den Schöpfer                                    |
| scat himiles                   | caeli                              | des Himmels                                     |
| enti erda enti in Ih(esu)m     | et terrae. Et in Jesum             | und der Erde. Und an Jesus                      |
| christ sun sinan aina-         | Christum, filium eius unicum,      | Christus, seinen eingeborenen Sohn,             |
| cun unseran truhtin            | Dominum nostrum:                   | unseren Herrn,                                  |
| der inphangan ist fo-          | qui conceptus est de               | empfangen durch den                             |
| na uuihemu keiste              | Spiritu sancto,                    | Heiligen Geist,                                 |
| kiporan                        | natus                              | geboren                                         |
| fona mariun                    | ex Maria                           | von der Jungfrau Maria                          |
| macadi euuikeru                | Virgine,                           |                                                 |
| kimartrot in ki-               | passus sub                         | gelitten unter                                  |
| uualtiu pila-                  | Pontio Pilato,                     | Pontius Pilatus                                 |
| tes                            |                                    |                                                 |
| in cruce pislacan tot enti     | crucifixus, mortuus, et            | gekreuzigt, gestorben und                       |
| picrapan stehic in uuizzi      | sepultus, descendit ad inferos:    | begraben, hinabgestiegen in das Reich des Todes |
| in drittin take erstoont       | tertia die resurrexit              | am dritten Tage auferstanden                    |
| fona tote(m)                   | a mortuis;                         | von den Toten,                                  |
| stehic in himil                | ascendit ad caelos;                | aufgefahren in den Himmel;                      |
| sizit az zesuun                | sedet ad dexteram                  | er sitzt zur Rechten                            |
| cotes fateres almahtikin       | Dei patris omnipotentis:           | Gottes, des allmächtigen Vaters:                |
| dhana chui(m)ftic ist sonen    | inde venturus est iudicare         | von dort wird er kommen, zu richten             |
| qhuekhe enti tote ki-          | vivos et mortuos. Credo            | die Lebenden und Toten. Ich glaube              |
| laubu in uuihan keist in uuiha | in Spiritum sanctum, sanctam       | an den Heiligen Geist, die heilige              |
| khirihhun catholica uui-       | ecclesiam catholicam, sanctorum    | katholische Kirche, Gemeinschaft                |
| hero kemeinitha urlaz          | communionem, remissionem           | der Heiligen, Vergebung                         |
| suntikero fleiskes urstodali   | peccatorum, carnis resurrectionem, | der Sünden, Auferstehung der Toten              |
| in liip euuikan; am(en)        | vitam aeternam. Amen.              | und das ewige Leben. Amen.                      |

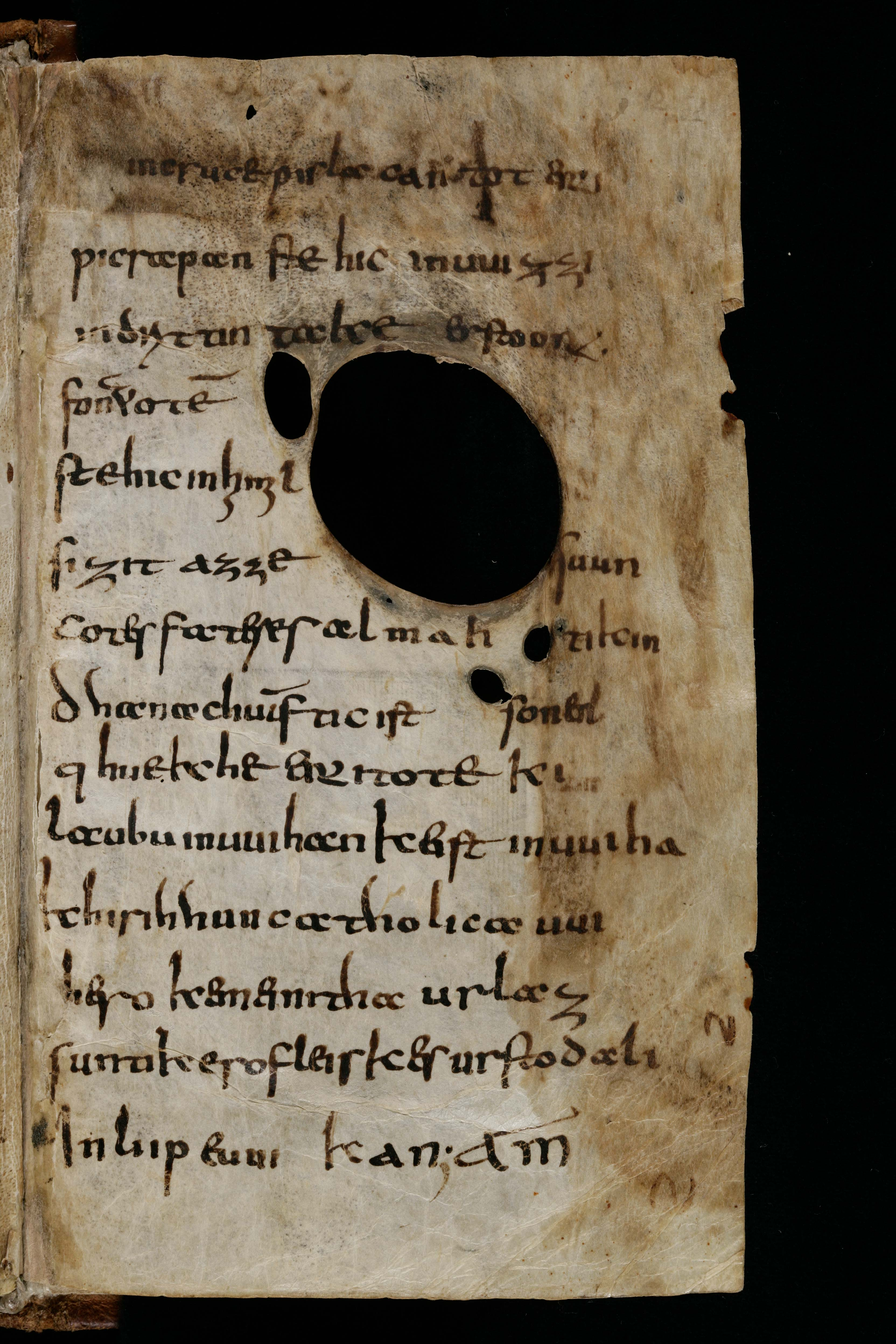
Zweite Seite des Credo (Codex Sangallensis 911)

Die Übersetzung des Credo wird, wie schon die des Paternosters, als fehlerhaft angesehen.
In der Forschung befasst man sich vor allem mit der Frage, ob dem Credo das bekannte lateinische Symbolum Apostolicum als Vorlage diente. Gleichzeitig gibt es aber auch die Annahme, dass die lateinische Vorlage des Credos, wie auch die des Paternosters, aus Nord-Spanien oder West-Gallien stammt und durch irische Mönche in den Osten und bis nach St. Gallen gebracht wurde.